# Miss Michigan USA

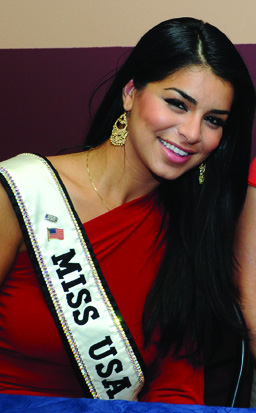
Rima Fakih, Miss Michigan USA 2010 y Miss USA 2010.

Miss Michigan USA es la competición oficial que elige a la representante del estado de Michigan en Miss USA. Michigan ocupa la posición número 15 dentro del ranking de los estados más exitosos en Miss USA. Como hecho destacable la primera mujer afroamericana en ser Miss USA, Carole Gist fue Miss Michigan USA, quién después fue primera finalista en Miss Universo 1990, además la primera mujer de origen árabe en ser coronada Miss USA Rima Fakih fue Miss Michigan USA.

## Sumario
- Miss USA: Carole Gist (1990), Kenya Moore (1993), Rima Fakih (2010)
- Primera Finalista: Kevin Gale (1976)
- Tercera Finalista: Elisa Schleef (2003)
- Top 6: Natasha Bell (1996)
- Top 10: Judy Hatula (1952), Johnelle Ryan (1998), Shannon Grace Clark (1999), Jill Dobson (2000), Kenya Howard (2001)
- Top 11: Rashontae Wawrzyniak (2015)
- Top 12: Pat Glannon (1971), Marilyn Ann Petty (1972), Diane Arabia (1982), Kimberly Mexicotte (1983)
- Top 15: Barbara Sias (1956), Judith Richards (1960), Patricia Lyn Squires (1961), Pamela Lee Sands (1963), Susan Pill (1965), Virginia Clift (1968), Crystal Hayes (2005), Kelly Best (2007)
- Top 16: Kristen Danyal (2012)

## Ganadoras
| Año  | Nombre                   | Procedencia      | Edad | Posición en Miss USA                   | Premios especiales en Miss USA | Notas                                                                  |
| ---- | ------------------------ | ---------------- | ---- | -------------------------------------- | ------------------------------ | ---------------------------------------------------------------------- |
| 2019 | Alyse Madej              | Garden City      | 25   | TBA                                    |                                |                                                                        |
| 2018 | Elizabeth Johnson        | Detroit          | 20   | Top 15                                 |                                |                                                                        |
| 2017 | Krista Ferguson          | Detroit          | 23   | TBA                                    |                                |                                                                        |
| 2016 | Susie Leica              | Livonia          | 26   |                                        |                                |                                                                        |
| 2015 | Rashontae Wawrzyniak     | Detroit          | 24   | Top 11                                 |                                |                                                                        |
| 2014 | Elizabeth Ivezaj         | Macomb           | 24   |                                        |                                | Nació en Albania                                                       |
| 2013 | Jaclyn Schultz           | Wyandotte        | 24   |                                        |                                |                                                                        |
| 2012 | Kristen Danyal           | Sterling Heights | 21   | Top 16, finalizó en 11.º lugar         |                                | Previamente Miss Michigan Teen USA 2009 y top 15 en Miss Teen USA 2009 |
| 2011 | Channing Pierce          | Royal Oak        | 23   |                                        |                                |                                                                        |
| 2010 | Rima Fakih               | Dearborn         | 24   | Miss USA 2010                          |                                | Nació en Líbano                                                        |
| 2009 | Lindsey Tycholiz         | Sterling Heights | 26   |                                        |                                |                                                                        |
| 2008 | Elisabeth Crawford       | Canton           | 25   |                                        |                                |                                                                        |
| 2007 | Kelly Best               | Troy             | 20   | Top 15, finalizó en 14.º Lugar         |                                | Después Miss U.S. International 2008.                                  |
| 2006 | Danelle Gay              | Lapeer           | 24   |                                        |                                |                                                                        |
| 2005 | Crystal Hayes            | Rock             | 20   | Top 15                                 |                                |                                                                        |
| 2004 | Stacey Lee               | Rochester Hills  | 26   |                                        |                                |                                                                        |
| 2003 | Elisa Schleef            | St. Joseph       | 23   | 3.ª finalista                          |                                |                                                                        |
| 2002 | Rebekah Lynn Decker      | Ferndale         | 24   |                                        |                                |                                                                        |
| 2001 | Kenya Howard             | Detroit          | 24   | Top 10, finishing in 7th place         |                                |                                                                        |
| 2000 | Jill Dobson              | Quincy           | 22   | Top 10, finishing in 7th place         |                                | Michigan's Junior Miss 1995                                            |
| 1999 | Shannon Grace Clark      | Troy             | 26   | Top 10, finishing in 10th place        |                                | Semi-finalist at Miss World America 1993                               |
| 1998 | Johnelle Ryan            | Cassopolis       | 25   | Top 10, finishing in 9th place         |                                |                                                                        |
| 1997 | Jennifer Reed            | Taylor           | 25   |                                        |                                | Later Mrs. Michigan America 2001                                       |
| 1996 | Natasha Bell             | Berrien Springs  | 20   | Top 6 Finalist, finishing 5th place    |                                |                                                                        |
| 1995 | Keisha Eichelberger      | Detroit          |      |                                        |                                |                                                                        |
| 1994 | Kelly Richelle Pawlowski | Allen Park       |      |                                        |                                |                                                                        |
| 1993 | Kenya Moore              | Detroit          | 22   | Miss USA 1993                          |                                | Finalist at Miss Universe 1993                                         |
| 1992 | Lainie Lu Howard         | St. Joseph       |      |                                        |                                | 1st Runner Up at Miss World America 1994                               |
| 1991 | Leann Rothi              |                  | 18   |                                        |                                |                                                                        |
| 1990 | Carole Gist              | Detroit          | 20   | Miss USA 1990                          |                                | 1st Runner Up at Miss Universe 1990                                    |
| 1989 | Shamia Jarbo             | Birmingham       |      |                                        |                                |                                                                        |
| 1988 | Anthonia Dotson          | Detroit          |      |                                        |                                |                                                                        |
| 1987 | Elizabeth Puleo          | Grosse Pointe    |      |                                        |                                |                                                                        |
| 1986 | Lisa Bernardi            | Carleton         |      |                                        |                                |                                                                        |
| 1985 | Nancy Mazuro             | Washington       |      |                                        |                                |                                                                        |
| 1984 | Adriana Krambeck         | Dearborn Heights |      |                                        |                                |                                                                        |
| 1983 | Kimberly Mexicotte       | Livonia          |      | Semi-finalist, finishing in 10th place |                                |                                                                        |
| 1982 | Diane Marie Arabia       | Warren           |      | Semi-finalist                          |                                | 4th runner up in Miss Oktoberfest 1981                                 |
| 1981 | Karen Eidson             | Hazel Park       |      |                                        |                                |                                                                        |
| 1980 | Teena Hammonds           | Detroit          |      |                                        |                                |                                                                        |
| 1979 | Susan James              | Hazel Park       |      |                                        |                                |                                                                        |
| 1978 | April Patrick            | Detroit          |      |                                        |                                |                                                                        |
| 1977 | Jenny Pinks              | Trenton          |      |                                        |                                |                                                                        |
| 1976 | Kevin Gale               | Dearborn Heights |      | 1st runner-up                          |                                |                                                                        |
| 1975 | Debra Holland            | Detroit          |      |                                        |                                |                                                                        |
| 1974 | Patricia Loftis          | Detroit          |      |                                        |                                |                                                                        |
| 1973 | Linda East               | Warren           |      |                                        |                                |                                                                        |
| 1972 | Marilyn Ann Petty        | Roseville        |      | Semi-finalist                          |                                | represented Michigan in Miss World USA 1974, 2nd runner up             |
| 1971 | Pat Glannan              |                  |      | Semi-finalist                          |                                |                                                                        |
| 1970 | Duane Marie Bergen       | Detroit          | 19   |                                        |                                |                                                                        |
| 1969 | Lisa Brenner             | Reed City        |      |                                        |                                |                                                                        |
| 1968 | Virginia Clift           | Delhi            | 18   | Top 15                                 |                                |                                                                        |
| 1967 | Sonja Dunson             |                  |      |                                        |                                |                                                                        |
| 1966 | Kathlene Blascak         |                  |      |                                        |                                |                                                                        |
| 1965 | Susan Lynne Pill         |                  |      | Top 15                                 |                                | represented Michigan in the Miss USA World 1964, 3rd runner up         |
| 1964 | Johneane Teeter          |                  |      |                                        |                                | represented Michigan in the Miss USA World 1966                        |
| 1963 | Pamela Lee Sands         |                  |      | Top 15                                 |                                |                                                                        |
| 1962 | Judith Lamparter         |                  |      |                                        |                                |                                                                        |
| 1961 | Patricia Squires         |                  |      | Top 15                                 |                                |                                                                        |
| 1960 | Judith Richards          |                  |      | Top 15                                 |                                |                                                                        |
| 1959 | Susan Westergaard        |                  |      |                                        |                                |                                                                        |
| 1958 | Shirley Ann Black        | Flint            | 19   |                                        |                                |                                                                        |
| 1957 | Sharon Moore             |                  |      |                                        |                                |                                                                        |
| 1956 | Barbara Sias             |                  |      | Top 15                                 |                                |                                                                        |
| 1955 | Martha Smith             |                  |      |                                        |                                |                                                                        |
| 1954 | Gerri Hoffman            |                  |      |                                        |                                |                                                                        |
| 1953 | Jo Ann Page              |                  |      |                                        |                                |                                                                        |
| 1952 | Judy Hatula              |                  |      | Top 15                                 |                                |                                                                        |